# Mjimwema
Mjimwema ist ein Verwaltungsbezirk (Ward) des Distrikts Songea (MC) in der tansanischen Region Ruvuma.

## Geografie
Mjimwema liegt im Südwesten von Tansania. Es ist ein Bezirk im Nordwesten der Regionshauptstadt Songea. Der Bezirk grenzt im Norden an Msamala, im Osten an Bombambili und Matarawe, im Süden an Mfaranyaki und im Südwesten an Lizaboni und Ruhuwiko. Bei der Volkszählung 2022 lebten 19.640 Menschen in 5433 Haushalten auf einer Fläche von 4 Quadratkilometern.

## Gliederung
Der Bezirk besteht aus fünf Stadtteilen (Mtaa):
- Mjimwema A
- Misufini
- Pachanne A
- Pachanne B
- Mjimwema B

## Infrastruktur
- Bildung: Die Lizaboni Secondary School ist eine staatliche Schule, die knapp 500 Mädchen und Burschen bis zur 4. Stufe ausbildet.[8]
- Gesundheit: Im Bezirk liegt ein Gesundheitszentrum, das Patienten ambulant und stationär behandelt.[9]
- Verkehr: Die Südgrenze des Bezirks bildet die Nationalstraße T12, die im Zentrum von Songea von der T6 abzweigt und zum Malawisee führt.[3] Von den 11,7 Kilometer Straßen im Bezirk sind 0,4 Kilometer asphaltiert, 5,2 Kilometer geschottert und 6,1 Kilometer sind Erdstraße (Stand 2016).[10]